# Improv Everywhere

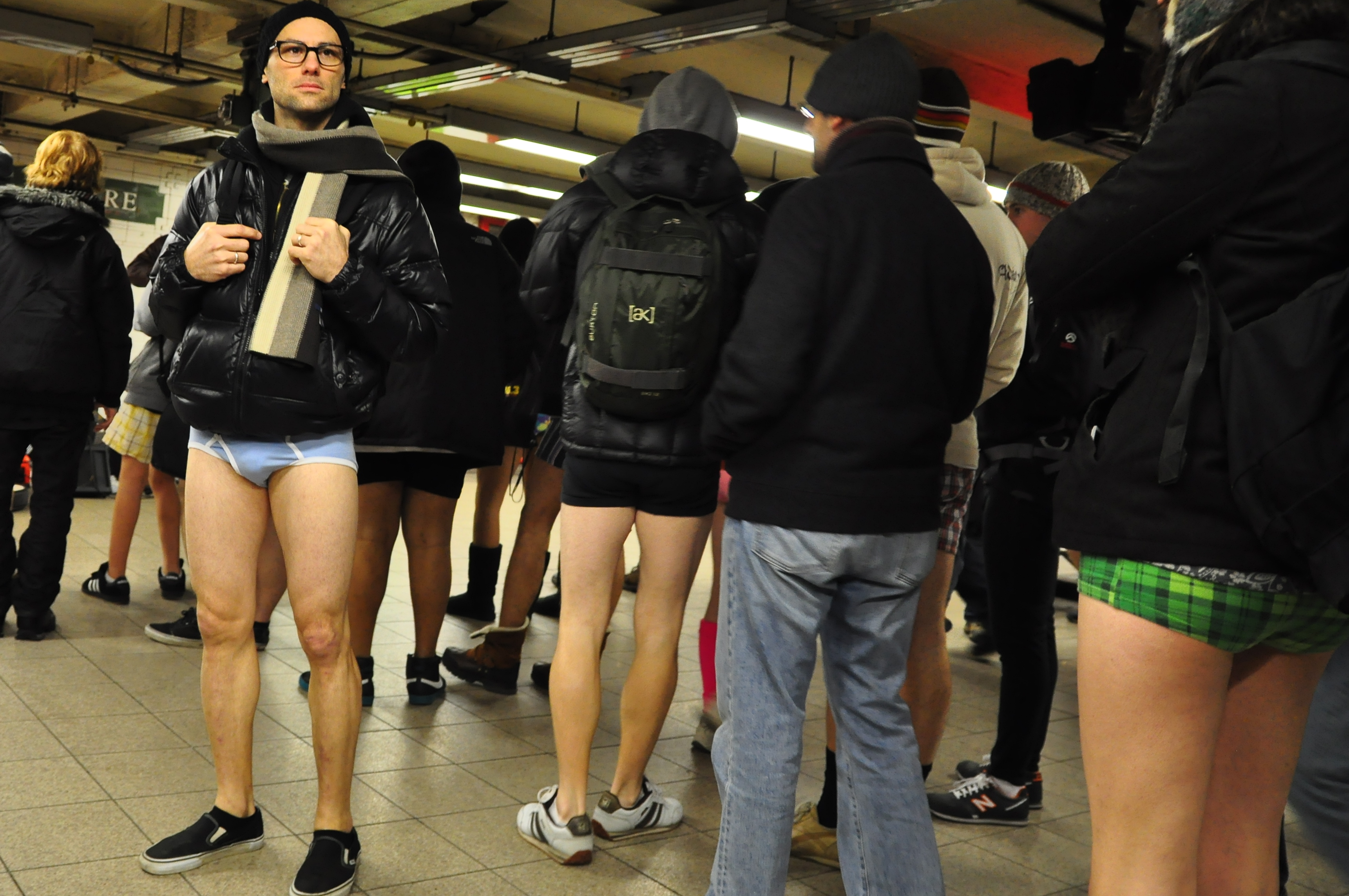
In januari 2010 werd de No Pants Subway Ride gehouden, waarbij de deelnemers zonder broek met de metro reisden.

Improv Everywhere (ook wel afgekort tot IE) is een humoristische improvisatiegroep uit New York. Dit collectief, dat als slogan "We Cause Scenes" gebruikt, werd in 2001 gevormd door Charlie Todd. Aanleiding hiervoor was een streek die hij in een bar in Manhattan uithaalde waarbij hij zich voordeed als de singer-songwriter Ben Folds. Improv Everywhere haalt streken of practical jokes uit op openbare plaatsen. Het doel van deze grappen, die door de deelnemers zelf "missies" genoemd worden, is het creëren van verstrooiing en vrolijkheid.
Een jaarlijks terugkerende missie van Improv Everywhere is de 'No Pants Subway Ride', waarbij mensen in onderbroek met de metro reizen.
In 2013 ging een documentaire over Improv Everywhere, getiteld We Cause Scenes: The Rise of Improv Everywhere, in première.